# ISO 3166-2:NA

Mapa regiónů státu Namibia

Kódy ISO 3166-2 pro Namibii identifikují 14 regionů (stav v roce 2015). První část (NA) je mezinárodní kód pro Namibii, druhá část sestává ze dvou písmen identifikujících region.

## Seznam kódů
```
NA-CA Caprivi (Katima Mulilo)
NA-ER Erongo (Swakopmund)
NA-HA Hardap (Mariental)
NA-KA Karas (Keetmanshoop)
NA-KE Kavango East
NA-KH Khomas (Windhoek)
NA-KU Kunene (Opuwo)
NA-KW Kavango West
NA-OD Otjozondjupa (Otjiwarongo)
NA-OH Omaheke (Gobabis)
NA-ON Oshana (Oshakati)
NA-OS Omusati (Uutapi)
NA-OT Oshikoto (Tsumeb)
NA-OW Ohangwena (Oshikango)
```